# Новиков, Владимир Сергеевич
Влади́мир Серге́евич Но́виков (6 ноября 1940, Москва — 21 марта 2016, там же) — доктор биологических наук, профессор, действительный член РАЕН, директор Ботанического сада МГУ им. Ломоносова, председатель Совета ботанических садов Центра Европейской части России, член Совета Русского ботанического общества, председатель секции семенных растений Комиссии по редким видам животных, растений и грибов при Госкомэкологии, член бюро Научного совета по ботанике РАН.

## Биография
Родился 6 ноября 1940 года в Москве.
В 1963 году окончил естественно-географический факультет Московского областного педагогического института.
В 1968 году защитил диссертацию на соискание учёной степени кандидата биологических наук. С декабря 1968 года работал в Ботаническом саду Московского университета: сначала учёным секретарём, с 1971 года — заместителем директора по научной работе, с 1988 по 2016 год — директором.
В 1991 году защитил докторскую диссертацию. С 1997 года — член-корреспондент РАЕН.
Именем Владимира Сергеевича назван сорт древовидных пионов Владимир Новиков.
Скончался 21 марта 2016 года в Москве после тяжелой продолжительной болезни.

## Научная работа
Научные интересы Владимира Сергеевича лежали в области морфологии и систематики высших растений, флористики, охраны природы. Он был известен как знаток семейства Ситниковые. Разработал морфогенетические ряды и общие принципы систематики ситниковых, исследовал флору России. Опубликовал около 200 работ. Участвовал в педагогической деятельности Биологического факультета.

## Награды
Награждён серебряной медалью ВДНХ (1986), Большой памятной медалью Всероссийского общества охраны природы (1986), медалью «В память 850-летию Москвы». Лауреат Второй (1978) и Первой (1995) премий Московского общества испытателей природы.